# Малеєвськ
Мале́євськ (каз. Малеевск) — село у складі Алтайського району Східноказахстанської області Казахстану. Адміністративний центр Малеєвського сільського округу.
Населення — 1100 осіб (2021; 1807 у 2009, 2799 у 1999, 3758 у 1989).
У період 1984-1997 років село мало статус селища міського типу. До цього існували селище Малеєвськ та село Лісна Пристань.